# Хрусткий хлібець

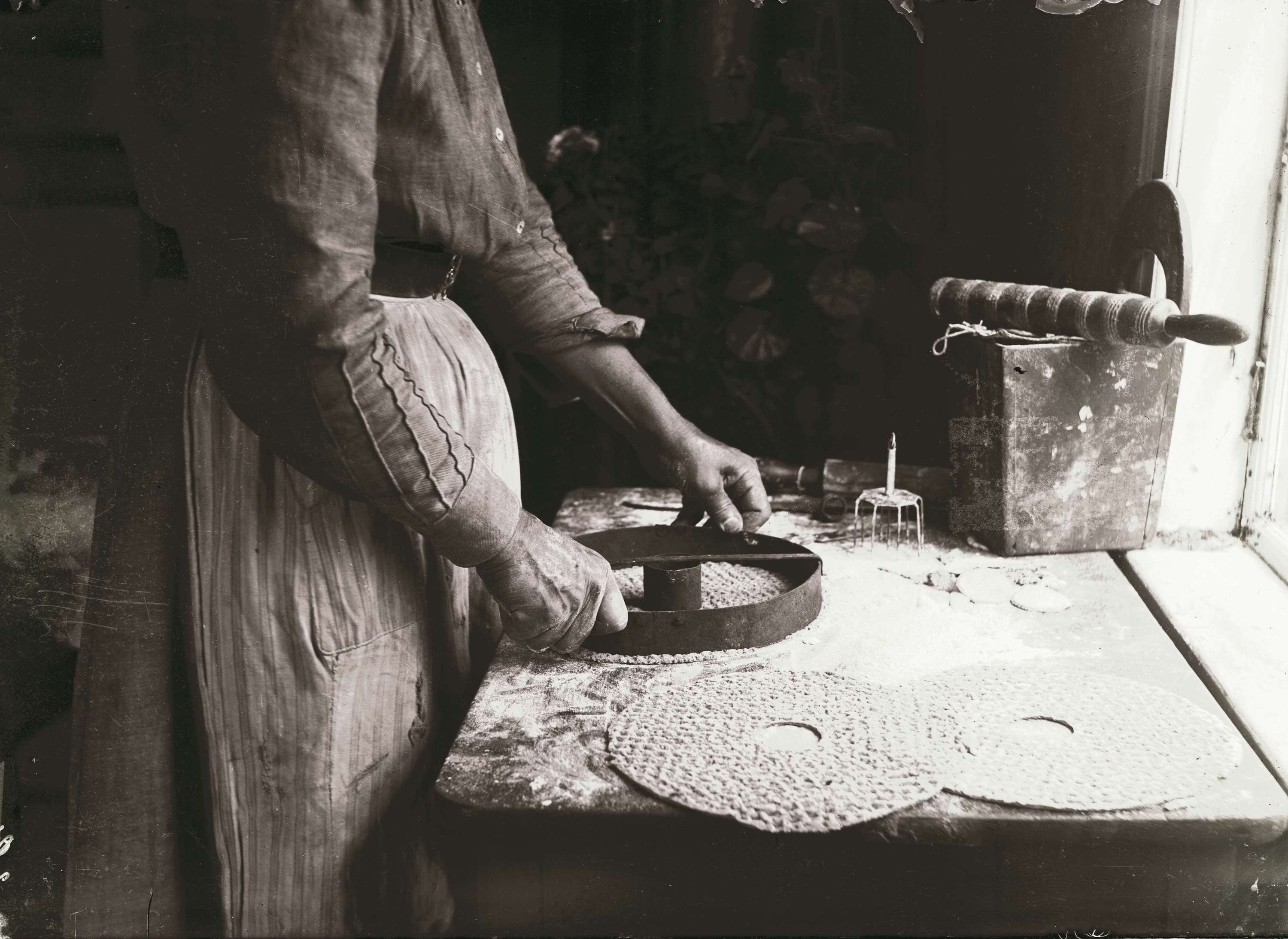
Виготовлення хрусткого хлібця у Вермланді, Швеція (1911)

Хрусткий хлібець (швед. knäckebröd, hårt bröd, hårdbröd, spisbröd, knäcke, дан. knækbrød, норв. knekkebrød, фін. näkkileipä, ест. näkileib, ісл. hrökkbrauð, фар. knekkbreyð, нім. Knäckebrot або Knäcke, ниж.-нім. Knackbrood, нід. knäckebröd) — це плоскої форми сухий вид крекера, який роблять з житнього борошна. Крекер є світлим та довго зберігає свіжість. Хлібець належав до основної їжі германських племен та вважався продуктом бідних сімей. Останніми роками в нордичних країнах поновилася зацікавленість до хлібця.

## Історія
Хлібець випікався в центральній Швеції ще в 500 році нашої ери. Робили його зазвичай у формі круглих вафель із діркою в центрі, для зберігання на палицях під дахом. Традиційні нинішні шведські хлібці були придумані 500 років тому. Швеція та Фінляндія мають давню традицію споживання цього виду крекера. Традиційно хрусткі хлібці печуть тільки два рази на рік: після осінніх жнив та весною, коли розмерзаються ріки. Першим промисловим виготовленням шведських хлібців зайнялася пекарня «AU Bergmans enka» у 1850 році в Стокгольмі. Прямокутні скандинавські хлібці вперше почали промислово випускати у Німеччині в 1927 році, де залишаються популярними і до сьогодні.

## Рецепт та інгредієнти
Традиційний хрусткий хлібець складається з цілозернового житнього борошна, солі та води. Нині, проте, багато видів скандинавського хлібця містять пшеничне борошно, спеції та різні зерна. Часто заброджують дріжджами чи закваскою, деколи додаючи молоко та зерна кунжуту.
У випадку виготовлення прісного хлібця, в тісто вводяться бульбашки механічно. У минулому це робилося завдяки додаванню в тісто снігу та битого льоду у вигляді порошку, який потім випаровувався під час випікання. Тепер тісто, яке повинно містити велику кількість води, охолоджують, а потім замішують до виникнення бульбашок. Запікають заготовку всього кілька хвилин, при температурі 200—250 °C.